# Alé (singolo)
Alé è un singolo del rapper italiano Rhove, pubblicato il 29 marzo 2024 come sesto estratto dall'album in studio di debutto Popolari.

## Descrizione
Il brano, dalle sonorità afrobeats, vanta la partecipazione del rapper italiano Capo Plaza.

## Tracce
Testi di Samuel Roveda, Luca D'Orso, Vigan Mehmedi, musiche di Emilio Barberini, Andrea Usai, Gianluca Franco, Davide Longhi.
1. Alé – 3:21

## Classifiche

### Classifiche settimanali
| Classifica (2024) | Posizione massima |
| ----------------- | ----------------- |
| Italia            | 30                |

### Classifiche di fine anno
| Classifica (2024) | Posizione |
| ----------------- | --------- |
| Italia            | 71        |